# 後藤明日香
後藤 明日香（ごとう あすか、1983年6月14日 - ）は、日本のフリーアナウンサー。
現在は木村明日香として活動している。元松竹芸能所属。北海学園大学卒業。文化構想大学院大学在学中。アクトレススピーチアカデミー主催。

## 来歴
北海道出身。2007年4月から2009年2月までNHK室蘭放送局キャスターを務めた後、同年3月から秋田朝日放送のアナウンサーとなる。

### NHK室蘭放送局
- いぶりDAYひだか - サブキャスター[2] → キャスター
- ゆうどきネットワーク - リポーター
- NHKニュースおはよう北海道
- NHKニュースおはよう日本 - 中継リポーター

### 秋田朝日放送
- スーパーJチャンネルあきた（2010年9月まで） - メインキャスター
- サタナビっ! （2011年10月8日 - 2013年3月） - メインキャスター
- 朝だ!生です旅サラダ（朝日放送）
- 報道ステーション（テレビ朝日） - 中継リポーター
- 選挙特別番組（テレビ朝日系列） - キャスター・中継リポーター
- 全国高等学校野球選手権秋田大会中継 - ベンチリポート・スタジオ進行